# Tuber foetidum
Tuber foetidum är en svampart som beskrevs av Vittad. 1831. Tuber foetidum ingår i släktet Tuber och familjen Tuberaceae.   Inga underarter finns listade i Catalogue of Life.